# محمد محمدوف (مقاتل)
محمد محمدوف (مواليد 25 ديسمبر 1991) هو مقاتل روسي متخصص في الفنون القتالية المختلطة، يُنافس في فئة وزن الديك في بيلاتور. اعتبارًا من 1 فبراير 2022، أصبح المنصف رقم 4 في تصنيفات بيلاتور في وزن الديك.

## وصلات خارجية
- محمد محمدوف على موقع بيلاتور (الإنجليزية)
- محمد محمدوف على موقع شيردوغ (الإنجليزية)
- محمد محمدوف على موقع إي إس بي إن (الإنجليزية)